# Heinrich Limpricht
Heinrich Limpricht (21 abril 1827, Eutin, Ducat d'Oldenburg - 13 maig 1909, Greifswald, Alemanya) fou un químic orgànic alemany conegut pel descobriment del furà.
Limpricht fou deixeble de Friedrich Wöhler. El 1852 es convertí en professor i el 1855 professor extraordinari a la Universitat de Göttingen. El 1860, es convertí en professor ordinari a l'Institut de Química Orgànica a la Universitat de Greifswald. Rudolph Fittig i Hans von Pechmann foren dos dels seus alumnes més destacats.
El camp de recerca de Limpricht foren els compostos heterocíclics. Descobrí el furà el 1870 i també va fer estudis dels pirroles.